# Gaspar Castellano
Gaspar Castellano y de Gastón (Ejea de los Caballeros, 18 de mayo de 1928-Zaragoza, 21 de abril de 2019) fue un abogado y político español.

## Biografía
Nació en 1928 en el despoblado de La Berné, en el término municipal de Ejea de los Caballeros, Zaragoza. Pasó su infancia en la casa natal de su madre en Irurita, en el Valle del Baztán (Navarra), en cuya escuela cursó los estudios de primera enseñanza. Tras estudiar Derecho en la Universidad de Zaragoza realizó los cursos de doctorado.
Concluida su formación académica fue Secretario de Administración Local de primera categoría, y posteriormente comenzó a ejercer como abogado en materia de Administración Local y Urbanismo. En la década de los sesenta fue profesor de Derecho Administrativo en la Facultad de Derecho de Zaragoza.
También participó en la vida política, comenzando como concejal de Ejea de los Caballeros, y posteriormente Diputado Provincial de la Diputación de Zaragoza; Vicepresidente y Presidente de la Diputación Provincial de Zaragoza, durante varios periodos. Concretamente desde el 28 de enero de 1976 al 8 de febrero de 1976; del 21 de abril de 1977 al 16 de febrero de 1979 y del 26 de abril de 1979 al 29 de septiembre de 1982. Con UCD
Después fue nombrado Consejero de Interior de la Preautonomía aragonesa; Presidente de la Diputación General de Aragón preautonómica; y Primer Presidente de la Diputación General de Aragón autonómica.
De 1995 a 1999 fue concejal del Ayuntamiento del Noble Valle y Universidad del Baztán con Unión del Pueblo Navarro y parlamentario foral a las Cortes de Navarra por Unión del Pueblo Navarro.
Falleció en su domicilio de Zaragoza, a última hora del 21 de abril. Su familia comunicó expresamente que no quería que se suspendiera ningún acto político con motivo del Día de Aragón (23 de abril). No se organizó capilla ardiente, y sus restos mortales se trasladaron al valle de Baztán (Navarra), donde reposan los restos mortales de su familia.

## Condecoraciones
- Medalla de Aragón.[3]
- Gran Cruz de la Orden al Mérito Militar.[3]
- Encomienda de Número de la Orden del Mérito Agrícola.[3]
- Medalla de Oro de la Cruz Roja.[3]
- Medalla de Plata de la Ciudad del Compromiso.[3]